# NGC 4935
NGC 4935 is een balkspiraalstelsel in het sterrenbeeld Hoofdhaar. Het hemelobject werd op 17 april 1887 ontdekt door de Amerikaanse astronoom Lewis A. Swift.

## Synoniemen
- UGC 8159
- MCG 3-33-23
- ZWG 100.23
- PGC 45093